# Svenska mästerskapen i kortbanesimning 1967
Svenska mästerskapen i kortbanesimning 1967 avgjordes i Västerås 1967. Det var den femtonde upplagan av kortbane-SM.

## Medaljsummering

### Herrar
| Gren              | Guld                         | Guld                         |
| 200 m frisim      | Lester Eriksson 1.59,5       | SK Neptun                    |
| 800 m frisim      | Lester Eriksson 9.05,6       | SK Neptun                    |
| 200 m fjärilsim   | Bo Westergren 2.18,9         | Stockholmspolisens IF        |
| 200 m ryggsim     | Olle Ferm 2.18,5             | Norrköpings KK               |
| 200 m bröstsim    | Tomas Johnsson 2.34,9        | Skövde SS                    |
| 4x100 m frisim    | SK Neptun 3.44,1             | SK Neptun 3.44,1             |
| 4x100 m fjärilsim | Stockholmspolisens IF 4.13,5 | Stockholmspolisens IF 4.13,5 |
| 4x100 m ryggsim   | Stockholmspolisens IF 4.26,6 | Stockholmspolisens IF 4.26,6 |
| 4x100 m bröstsim  | Stockholmspolisens IF 4.59,9 | Stockholmspolisens IF 4.59,9 |

### Damer
| Gren              | Guld                      | Guld                     |
| 200 m frisim      | Elisabeth Berglund 2.20,6 | Timrå AIF                |
| 100 m fjärilsim   | Ingrid Gustavsson 1.11,2  | Luleå SS                 |
| 200 m ryggsim     | Yvonne Törnqvist 2.37,1   | Stockholmspolisens IF    |
| 200 m bröstsim    | Agneta Haraldsson 2.55,1  | Lycksele SS              |
| 4x100 m frisim    | Västerås SS 4.21,0        | Västerås SS 4.21,0       |
| 4x100 m fjärilsim | Gävle SS 5.03,1           | Gävle SS 5.03,1          |
| 4x100 m bröstsim  | SK GeMa Gällivare 5.41,5  | SK GeMa Gällivare 5.41,5 |